# Scream (singel Kelis)
„Scream” – piosenka electro-house’owa stworzona na piąty album studyjny amerykańskiej piosenkarki Kelis pt. Flesh Tone (2010). Wyprodukowany przez DJ-a Tocadisco i Davida Guettę, utwór wydany został jako trzeci singel promujący krążek dnia 3 października 2010.

## Informacje o utworze
Piosenkę „Scream” nagrano w Casa de Kelis, osobistym studio wykonawczyni w jej rezydencji w Los Angeles. Następnie utwór zmiksowano w paryskich Gum Prod Studios; za mixing odpowiadał David Guetta.
„Scream” to szybki, energiczny utwór electro-house’owy, zawierający w sobie elementy synthpopu, techno i electrohopu (wstawki raperskie). Autorami kompozycji są Jean Baptiste, David Guetta i Roman De Garcez, a także sama Kelis. Baptiste współpracował z wokalistką przy singlowych piosenkach „Acapella” i „4th of July (Fireworks)”, Guetta, producent „Scream” – był współautorem pierwszego z singli, który także wyprodukował.

## Wydanie singla
Wydanie utworu „Scream” jako trzeciego singla z albumu Flesh Tone Kelis ogłosiła lipcem 2010, podczas koncertu organizowanego w Europie w ramach trasy All Hearts Tour. Premiera nastąpiła 3 października 2010, a singel opublikowano wyłącznie w systemie digital download w wybranych krajach europejskich.
„Scream” nie stał się przebojem na miarę „Acapelli”, ani nie powtórzył umiarkowanego sukcesu „4th of July (Fireworks)” – poprzednich singli z krążka Flesh Tone, będąc notowanym wyłącznie na dwóch listach przebojów: belgijskiej Ultratip 30 na miejscu osiemnastym oraz brytyjskiej UK Singles Chart na odległej pozycji #168.

## Teledysk
Teledysk do utworu „Scream” wyreżyserowany został przez brytyjskiego fotografa Johna „Rankina” Waddella, powstał na terenie Wielkiej Brytanii i Hiszpanii, a swoją premierę odnotował 28 września 2010. Jak zauważył Robert Copsey, dziennikarz współpracujący z czasopismem Digital Spy, „koncepcja wideoklipu jest prosta i opiera się na ujęciach Kelis noszącej różnorodną odzież typu haute couture”. Dodatkowo, w klipie powracają motywy tańca wokalistki w ciemności oraz jej biegu w miejscu. W tydzień po oficjalnej premierze teledysku, na oficjalnym koncie Kelis w serwisie YouTube opublikowana została wersja 3D klipu.

## Listy utworów i formaty singla
Ogólnoświatowy digital download
1. „Scream” – 3:30

Promo digital download złożone z remiksów
1. „Scream” (AL-P of MSTRKRFT Remix) – 4:01
2. „Scream” (LA Riots Remix) – 6:32
3. „Scream” (Russ Chimes Remix) – 6:25
4. „Scream” (RUXPIN Remix) – 4:55
5. „Scream” (Shameboy Remix) – 5:38

## Pozycje na listach przebojów
| Kraj/region        | Notowanie (2010) | Wydawca  | Najwyższa pozycja |
| ------------------ | ---------------- | -------- | ----------------- |
| Belgia ( Flandria) | Ultratip 30      | Ultratop | 18                |
| Wielka Brytania    | UK Singles Chart | OCC      | 168               |

## Historia wydania
| Region          | Data                 | Format                                      | Wytwórnia       |
| --------------- | -------------------- | ------------------------------------------- | --------------- |
| Wielka Brytania | 3 października 2010  | digital download                            | Polydor Records |
| Francja         | 4 października 2010  | digital download (promo złożone z remiksów) | Polydor Records |
| Niemcy          | 4 października 2010  | digital download (promo złożone z remiksów) | Universal Music |
| Belgia          | 10 października 2010 | digital download (promo złożone z remiksów) | Universal Music |